# Return to Sender
Return to Sender är en rock'n'roll-låt skriven av Winfield Scott och Otis Blackwell. Den lanserades som singel av Elvis Presley 1962 kort efter att han lämnat sin militärtjänstgöring. Låten framförs i filmen Girls! Girls! Girls!. Låttetxten handlar om en man som skriver brev till sin flickvän efter ett bråk, men får tillbaka breven med orsaker som "okänd adress" eller "person finns ej". Han ger dock inte upp utan fortsätter skicka brev. Låtens prominenta saxofonpartier spelas av Boots Randolph. År 2000 var låten med i slutet av filmen Cast Away, då Tom Hanks karaktär återvänder till civilisation efter att ha varit strandsatt på en öde ö.
Dansbandet Vikingarna spelade in låten till sitt album Kramgoa låtar 1.

## Listplaceringar
| Lista (1962-1963) | Topplacering          |
| ----------------- | --------------------- |
| Australien        | 1                     |
| Danmark           | 1 (DR "Top 20")       |
| Finland           | 13                    |
| Irland            | 1                     |
| Kanada            | 1 (CHUM Hit Parade)   |
| Nederländerna     | 4                     |
| Norge             | 1 (VG-lista)          |
| Nya Zeeland       | 2 (Lever Hit Parade)  |
| Storbritannien    | 1                     |
| Sverige           | 1 (Kvällstoppen)      |
| Sverige           | 1 (Tio i topp)        |
| USA               | 2 (Billboard Hot 100) |
| Västtyskland      | 15                    |